# Ottokar II van Bohemen
Ottokar II Přemysl (?, 1232 - Dürnkrut (Neder-Oostenrijk), 26 augustus 1278) was koning van Bohemen van 1253 tot 1278 in opvolging van zijn vader.

## Leven
Hij was een jongere zoon van koning Wenceslaus I († 1253) en Cunigonde van Hohenstaufen († 1248).  Hij vormde in Midden-Europa een groot rijk via erfenissen (Karinthië, Krain en Stiermarken) en veroveringen (Oostenrijk, Silezië en Slowakije), maar moest ten slotte het onderspit delven tegen keizer Rudolf I en verloor het grootste deel van zijn gebieden tegen het einde van zijn leven. Ottokar sneuvelde op 26 augustus 1278 in de Slag op het Marchfeld tegen het ridderleger van Rudolf I.

## Huwelijken en nakomelingen
Ottokar huwde tweemaal. Een eerste huwelijk ging hij aan in 1252 met Margaretha van Babenberg (1205-1267), weduwe van Hendrik van Swabia. Dit huwelijk was duidelijk politiek gedreven opdat hij zo rechten kon laten gelden op Oostenrijk als schoonbroer van de laatste Babenberg-hertog. Het huwelijk bleef kinderloos en werd ongeldig en nietig verklaard in 1261. Hij huwde een tweede maal, met Kunigunde van Halitsch (1246-1285) en uit dit huwelijk werden de volgende kinderen geboren:
- Hendrik (1262-1263)
- Cunegonde (1265-1332), gehuwd met hertog Boleslaw II van Mazovië, en na nietigverklaring van hun huwelijk (in 1302) abdis te Praag
- Agnes (1269-1296), gehuwd met hertog Rudolf II van Oostenrijk (1271-1290)
- Wenceslaus II (1271-1305), koning van Bohemen (1278-1305) en Polen (1300-1305).

Daarnaast had hij ook nog een aantal onwettige kinderen verwekt bij minnaressen, onder meer Nicolaas I van Troppau.
In 1255 werd de burcht Koningsbergen in het Samland (Pruisen) naar Ottokar II vernoemd onder de naam Conigsberg (later Königsberg in Oost-Pruisen tot 1946).

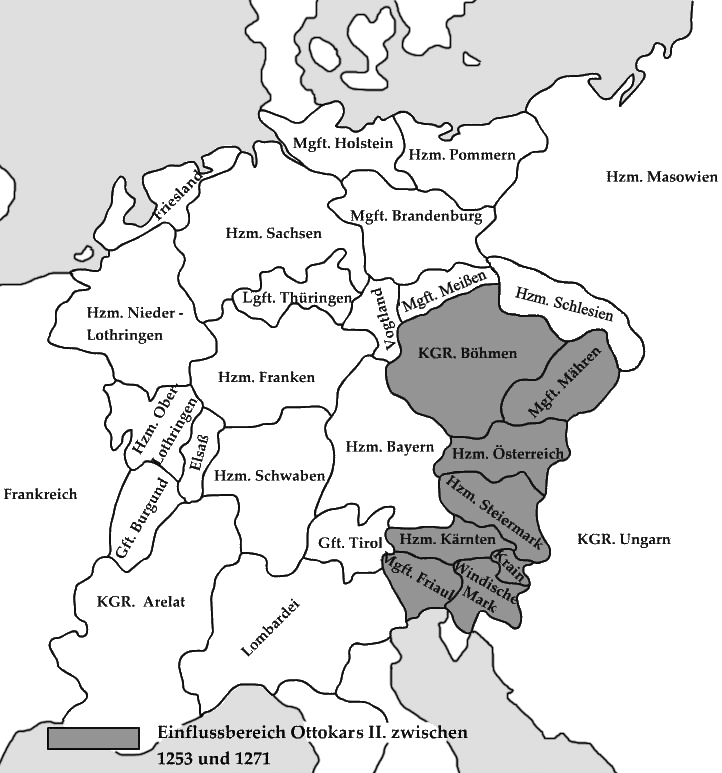
De gebieden van Ottokar

## Voorouders
| Voorouders van Ottokar II van Bohemen | Voorouders van Ottokar II van Bohemen                                         | Voorouders van Ottokar II van Bohemen                                         | Voorouders van Ottokar II van Bohemen                                                | Voorouders van Ottokar II van Bohemen                                         |
| ------------------------------------- | ----------------------------------------------------------------------------- | ----------------------------------------------------------------------------- | ------------------------------------------------------------------------------------ | ----------------------------------------------------------------------------- |
| Overgrootouders                       | Wladislaus II van Bohemen (1110-1174) ∞ Judith van Thüringen (1135-1210)      | Béla III van Hongarije (1148-1196) ∞ Agnes van Châtillon (1154-1184)          | Keizer Frederik I Barbarossa (1122-1190) ∞ 1156 Beatrix I van Bourgondië (1145-1184) | Isaäk II Angelos (1155–1204) ∞ Herina (-)                                     |
| Grootouders                           | Ottokar I van Bohemen (1155-1230) ∞ Constance van Hongarije (1180-1240)       | Ottokar I van Bohemen (1155-1230) ∞ Constance van Hongarije (1180-1240)       | Filips van Zwaben (1177-1208) ∞ Irena Angela (1275-1208)                             | Filips van Zwaben (1177-1208) ∞ Irena Angela (1275-1208)                      |
| Ouders                                | Wenceslaus I van Bohemen (1205-1253) ∞ Cunigonde van Hohenstaufen (1200-1248) | Wenceslaus I van Bohemen (1205-1253) ∞ Cunigonde van Hohenstaufen (1200-1248) | Wenceslaus I van Bohemen (1205-1253) ∞ Cunigonde van Hohenstaufen (1200-1248)        | Wenceslaus I van Bohemen (1205-1253) ∞ Cunigonde van Hohenstaufen (1200-1248) |
| Ottokar II van Bohemen (1232-1278)    |                                                                               |                                                                               |                                                                                      |                                                                               |